# فاتسلاف الثالث ملك بوهيميا
فاتسلاف الثالث (بالبولندية: Wacław III)‏ (6 أكتوبر 1289 - 4 أغسطس 1306)؛ كان ملك المجر منذ 1301 حتى 1305، وملك بوهيميا وبولندا منذ 1305 حتى وفاته، هو ابن فاتسلاف الثاني ملك بوهيميا الذي توج في وقت لاحق كـ ملك بولندا، وجوديث الهابسبورغية  ابنة رودولف الأول ملك المانيا، وهو لا يزال صغيراً عندما تم خطوبته من إليزابيث الابنة الوحيدة لأندراس الثالث ملك المجر، بعد وفاته في أوائل 1301  انتخب أغلب اللوردات ومجالس المملكة فاتسلاف ملكاً على البلاد، على الرغم من أن البابا بونيفاس الثامن دعم المنافس الأخر كارولي روبرت أحد أفراد البيت الملكي في مملكة نابولي.
توج فاتسلاف ملكاً في 27 أغسطس 1301، وقع مواثيقه باسم لازلو، ومع ذلك كان حكمه اسمياً في البلاد، لأن اللوردات أثنى عشر حكموا أراضيهم بشكل شبه مستقل، أدرك والده أن موقف فاتسلاف لا يمكن تعزيزه في المجر مما أضطر بإعادته إلى بوهيميا في أغسطس 1304، وفي 21 يونيو 1305 خلف فاتسلاف والده بعد وفاته على مملكتين بوهيميا وبولندا، وبالمقابل تخلى عن إدعائه في المملكة المجر لصالح أوتو البافاري حفيد بيلا الرابع ملك المجر في 9 أكتوبر.
قام فاتسلاف بـ توزيع أراضي على أصدقاؤه وحاشيته في بوهيميا، وفي بولندا قام فواديسواف القصير بالمطالبة بالعرش، بحيث قام باحتلال ببعض أراضي خلال حكم والده، وأيضا استطاع آخذ كراكوف مع أوائل 1306، بذلك قرر فاتسلاف غزو مناطق المحتلة إلا أنه وافته المنية قبل حملته الانتخابية هناك، وكان آخر فرد من سلالة برميسل في بوهيميا.